# 彼得·菲贝尔
彼得·菲贝尔（1964年5月16日—），斯洛伐克男子足球运动员，司职后卫。他曾代表捷克斯洛伐克国家队参加1990年国际足联世界杯，结果队伍止步八强。